# Ryū (école)
Ryū (-流, -ryū) est la prononciation chinoise, en japonais (on'yomi) du caractère chinois liú (chinois : 流 ; pinyin : liú ; litt. « « fluide » ou « courant » ») ne signifiant plus que « courant » en japonais, et utilisé principalement comme suffixe pour signifier « style, type, forme, manière, système, école ». C'est une abréviation de ryūha, provenant du chinois liúpài (流派, liúpài, « « école », « courant » ») pour décrire une école ou un courant, indépendamment de la discipline.

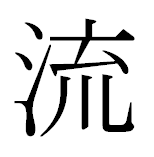
Ryū

Ce mot est fréquemment utilisé pour désigner tout type d'école, par exemple Nihon-koryū et Sōgetsu-ryū (en) en ikebana, Kantei-ryū en calligraphie japonaise, mais il est davantage connu en occident dans la désignation des écoles d'arts martiaux japonais.

## Ryūdans les arts martiaux
Les arts martiaux japonais sont souvent classés et codifiés entre écoles (ryūha). Généralement, un style aura son propre système d'apprentissage, de rang et de licence. Ils peuvent être une évolution d'un ancien style ou une combinaison de différents autres styles.
Le nom d'un style a un sens particulier ou désigne simplement la localisation de son école. Par exemple, le style Toyama-ryū (en) est nommé d'après l'académie militaire de Toyama. Au contraire, le style gōjū-ryū signifie « force/souplesse » ce qui indique les deux caractéristiques des techniques et des éléments thématiques qui forment la signature de ce style. Le nom fusionne ou se confond souvent avec celui de son dojo (comme c'est le cas pour le Shōtōkan-ryū).
Les pratiquants à haut niveau d'un style établi peuvent former leur propre style dérivé, basé sur leur propre expérience ou sur leur interprétation. Cela est souvent encouragé par le style parent ou cela représente parfois un schisme idéologique entre les membres d'un style. Parfois, cela est fait pour des raisons commerciales ou pour adapter le système à la société moderne.
Il n'y a pas de licence universelle ou de système de rang global pour toutes les ryūha. Un pratiquant à haut niveau, ou ceinture noire, dans un style, ne correspond pas forcément au haut niveau d'un autre style ou d'un autre groupe de styles. Il y a beaucoup de ryūha au Japon qui existent depuis des siècles, et beaucoup qui ont été fondées récemment. L'idée de créer un système codifié ne vient pas du Japon, ni même d'Asie, et beaucoup de styles étrangers ou internationaux peuvent adopter la nomenclature et l'organisation des ryūha afin d'ajouter un semblant de mystique ou de légitimité à leur système, ou simplement pour montrer leur respect pour leurs racines.